# Monopeltis anchietae
Monopeltis anchietae là một loài bò sát trong họ Amphisbaenidae. Loài này được Bocage mô tả khoa học đầu tiên năm 1873.